# جورج فیشر (بازیگر)
جورج فیشر (انگلیسی: George Fisher؛ ‏ ۱۰ اوت ۱۸۹۱ – ۱۳ اوت ۱۹۶۰) بازیگر اهل ایالات متحده آمریکا بود.
از فیلم‌ها یا برنامه‌های تلویزیونی که وی در آن نقش داشته‌است می‌توان به شلیک نکن، اصل دومینو، تمدن، سه تفنگدار، و محیط اشاره کرد.